# Jorge López Caballero
Jorge López Caballero, né le 15 août 1981, est un footballeur international colombien. Il évoluait au poste de milieu de terrain.

## Biographie

### En club
Jorge López joue en Colombie, en Israël et au Venezuela. Il dispute un total de 262 matchs en championnat, inscrivant 14 buts.
Il joue également quatre matchs en Copa Libertadores.

### En équipe nationale
International à huit reprises lors de l'année 2003, il dispute avec l'équipe de Colombie la Coupe des confédérations 2003. Lors de cette compétition, il inscrit un but à la cinquante-huitième minute de jeu contre la Nouvelle-Zélande, pour une victoire (3-1). La Colombie termine quatrième du tournoi.  
Jorge López joue également un match contre le Brésil rentrant dans le cadre des éliminatoires du mondial 2006 (défaite 1-2).